# گمینا شویانتنگکی گورنه
گمینا شویانتنگکی گورنه (به لهستانی:  Gmina Świątniki Górne) یک گمینا در لهستان است که در شهرستان کراکوف واقع شده‌است. گمینا شویانتنگکی گورنه ۲۰٫۱۷ کیلومتر مربع مساحت و ۸٬۶۱۹ نفر جمعیت دارد.